# Nesbyen
Nesbyen è un comune della contea di Buskerud, in Norvegia, nel distretto di Hallingdal. 
Fino al 31 dicembre 2019 il comune si chiamava Nes. Il nome è stato cambiato perché le due contee Buskerud e Akershus si erano fuse in quella di Viken il 1º gennaio 2020 e in quella di Akershus c'era un comune di nome Nes. Dopo che Buskerud divenne di nuovo una contea indipendente (1º gennaio 2024), Nesbyen ha mantenuto il suo nome.
Nesbyen è situata lungo la ferrovia Oslo-Bergen e per questo dispone di una propria stazione ferroviaria, servita dalla Norges Statsbaner. Altra via di comunicazione passante per la città è la strada statale 7.
È circondata da montagne il cui punto più alto raggiunge, nel monte Hallingnatten, i 1.314 metri sul livello del mare. La zona più antica di Nesbyen (con abitazioni costruite prima del 1900) è quella di Gamle Nes. Ospita anche il museo di Hallingdal, fondato nel 1899 e per questo uno dei primi musei a cielo aperto della Norvegia. Qui, il 20 giugno 1970, si è registrata una delle più alte temperature mai viste in Norvegia: 35,6 °C.
Quattro km a nord di Nesbyen si trova la centrale idroelettrica di Nes, gestita dalla compagnia E-CO Energi, commissionata nel 1967 e con quattro turbine Francis da 70 MW ciascuna, per un totale annuo di circa 1.330 GW.